# イリハム・トフティ
イリハム・トフティ（ウイグル語: ئىلھام توختى、中国語: 伊力哈木・土赫提、ラテン文字表記：Ilham Tohti、1969年10月25日 - ）は、中華人民共和国の経済学者である。ウイグル族出身で、かつて中央民族大学教授を務めていた。2014年以降、中国国内にて収監されている。

## 経歴
新疆ウイグル自治区クズルス・キルギス自治州アルトゥシュ市生まれ、東北師範大学経済学部を卒業後、中央民族大学修士課程を修了した。

## 勾留
2009年ウイグル騒乱前から、漢族とウイグル族の相互理解を目的とする自身のウェブサイト「維吾爾在線（ウイグル・オンライン）」上で新疆当局への批判を行っており、これがウルムチ市での暴動を煽動したとみなされて2009年7月8日当局に拘束された。釈放要請運動がおこり、同年8月23日自宅に戻ったことが確認されたという。
イリハムはウイグル独立を主張していない穏健派であるが、彼の民族政策をめぐる言論は中国当局から危険視されている。たびたび旅行を禁じられ、軟禁状態に置かれ、あるいは身柄を拘束されたことがある。
2014年1月、北京市で公安当局に拘束された。ウルムチ市公安局は、イリハムに対する捜査について「インターネットを使って新疆の独立を呼びかけていた。国家の分裂活動をしていた証拠が見つかった」と発表した。同年2月25日彼の弁護士は、国家分裂活動に関わった容疑でイリハムが2月20日中国公安当局に逮捕されたことを明らかにした。
2014年6月26日、イリハムは初めて弁護士との面会が許される。イリハムは無罪を主張している、また、この弁護士との接見の時、イリハムは拘置所で数々の虐待を受けたと語っており、弁護士はインターネット上にその内容を公開した。公開された内容は、10日間にわたり食事が提供されず、20日間以上にわたり足かせをかけられたり、イスラム教徒が口にできない食材を出され、事実上の絶食を強いられたというものである。イリハムの逮捕について、アメリカ合衆国は「深い懸念」を表明、中国政府に釈放を求めている。
2014年7月30日、ウルムチ市の人民検察院は、イリハムを国家分裂罪で起訴したと発表した。国家分裂罪は死刑になることもある重罪であり、ヒューマン・ライツ・ウォッチは、起訴の根拠となっているイリハムのウェブサイトやインタビュー内容に、暴力や違法行為を扇動したと言える言動は一切ないとして、訴追を「根拠が無い」と批判、深い懸念を表明している。
9月23日、判決公判が同自治区ウルムチ市中級人民法院（地裁）であり、イリハムに無期懲役の判決が言い渡された。弁護士によると、イリハムは判決に対する不服を表明し、上訴する見通しという。しかし、上訴した後の2014年11月21日に開かれた高級人民法院の判決公判では、無期懲役とした一審判決を支持した。中国は二審制であるため、これでトフティの刑は確定した。弁護士によると、二審の審理は開かれず、判決は裁判所ではなく、拘置施設で言い渡されたという。
2016年10月11日、アムネスティ・インターナショナルやヒューマン・ライツ・ウォッチなどが国際的な人権賞「マーティン・エナルズ賞」の受賞者に、服役中のイリハムが選出されたことを発表した。
2019年10月24日、欧州連合の欧州議会が人権擁護活動の功績者に贈るサハロフ賞をイリハムに授与すると発表した。12月18日に行われた授賞式には獄中のイリハムの代理として娘のジュハルが出席した。